# 394 Arduina
394 Arduina (mednarodno ime je tudi 394 Arduina) je asteroid tipa S v glavnem asteroidnem pasu. 

## Odkritje
Asteroid je odkril francoski astronom A. Borrelly 19. novembra 1894  v Marseillu. 
Imenuje se po Ardueni, boginji iz keltske mitologiji.

## Lastnosti
Asteroid Arduina obkroži Sonce v 4,59 letih. Njegova tirnica ima izsrednost 0,229, nagnjena pa je za 6,224° proti ekliptiki. Njegov premer je 31,32 km, okoli svoje osi se zavrti v 16,5 h .